# Mietek Szcześniak
Mietek Szcześniak, właśc. Mieczysław Wojciech Szcześniak (ur. 9 lipca 1964 w Kaliszu) – polski piosenkarz, kompozytor i autor tekstów, magister sztuki, wykładowca akademicki.
W trakcie kariery solowej współpracował z artystami, takimi jak: Anna Jurksztowicz, Majka Jeżowska, Kayah, Anna Maria Jopek, Lora Szafran, Edyta Górniak czy Natalia Kukulska. Zdobywca Bursztynowego Słowika, trzykrotny laureat Fryderyków. Reprezentant Polski w 44. Konkursie Piosenki Eurowizji (1999).

## Życiorys
Urodził się i dorastał w Kaliszu, gdzie uczęszczał do Szkoły Podstawowej nr 8 im. Bohaterów Westerplatte. W dzieciństwie śpiewał w chórze kościelnym. Mając sześć lat należał do zespołu muzycznego „Ikary”.
Uczęszczał m.in. do I Liceum Ogólnokształcącego im. Tadeusza Kościuszki w Turku. Ukończył wokalistykę jazzową na Wydziale Jazzu i Muzyki Rozrywkowej w Akademii Muzycznej im. Karola Szymanowskiego w Katowicach, na którą dostał się za drugim podejściem. Do momentu ukończenia studiów magisterskich dwukrotnie gościł na scenie Jazz Jamboree.
W latach 80. zaczął śpiewać w zespole Funk Factory, z którym w 1984 zarejestrował swe pierwsze nagrania dla Polskiego Radia w Szczecinie. Występ w konkursie Śpiewać każdy może i Ogólnopolskim Młodzieżowym Przeglądzie Piosenki we Wrocławiu dał mu przepustkę do występu na 22. Krajowym Festiwalu Piosenki Polskiej w Opolu, gdzie w 1985 za wykonanie piosenki „Przyszli o zmroku” otrzymał główną nagrodę im. Anny Jantar. W 1985 r. zdobył nagrodę Srebrny Samowar na XXI Festiwalu Piosenki Radzieckiej w Zielonej Górze.

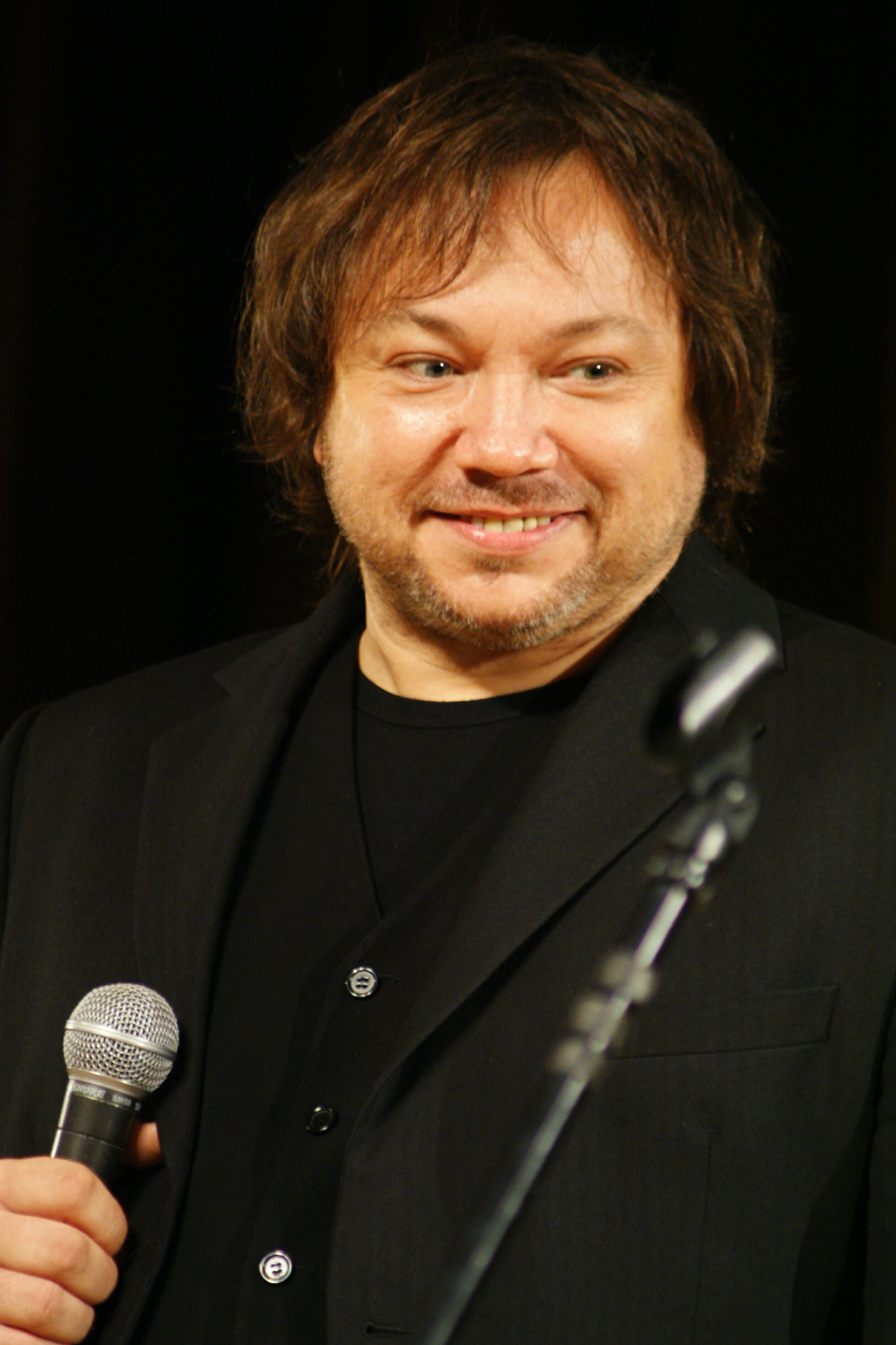
Szcześniak (2010)

W 1987 nagrał dwie piosenki („Mój Harley Davidson” i „Gdzieś tam...”) na potrzeby ścieżki dźwiękowej do filmu Opowieść Harleya. W 1989 na 26. Międzynarodowym Festiwalu Piosenki w Sopocie zajął drugie miejsce w międzynarodowym konkursie i otrzymał nagrodę Grand Prix „Bursztynowy Słowik”. W 1990 otrzymał pierwszą nagrodę na festiwalu Złoty Orfeusz w Bułgarii. Jest jednym z założycieli zespołu New Life’m, grającego muzykę rozrywkową z przesłaniem chrześcijańskim. W latach 1993–1996 był bojkotowany przez ogólnopolskie media z powodu powielanych w branży nieprawdziwych informacji o jego maniakalnym podejściu do kwestii religijnych.
W 1998 nagrał z Edytą Górniak utwór „Dumka na dwa serca” do filmu Ogniem i mieczem (1999). W maju 1999, reprezentując Polskę z utworem „Przytul mnie mocno”, zajął 18. miejsce w finale 44. Konkursu Piosenki Eurowizji w Jerozolimie.
14 czerwca 2006 zaprezentował teledysk do piosenki „Wstawaj”, którą nagrał wspólnie z Mezem i Tabbem. Również w czerwcu 2006 wydał album studyjny pt. Zwykły cud. W 2007 wziął udział w 44. KFPP w Opolu, wykonując premierową piosenkę „Bajka że to ja” oraz występując z Justyną Steczkowską i Kasią Cerekwicką.
Wielokrotnie współpracował z zespołem TGD jako solista. W 2010 wziął udział w koncercie związanego z nagraniem płyty zespołu, Liczy się każdy dzień (2011). Śpiewał czołówki w wersji polskiej wielu disneyowskich seriali, takich jak Kacze opowieści, Dzielny Agent Kaczor czy Chip i Dale: Brygada RR.

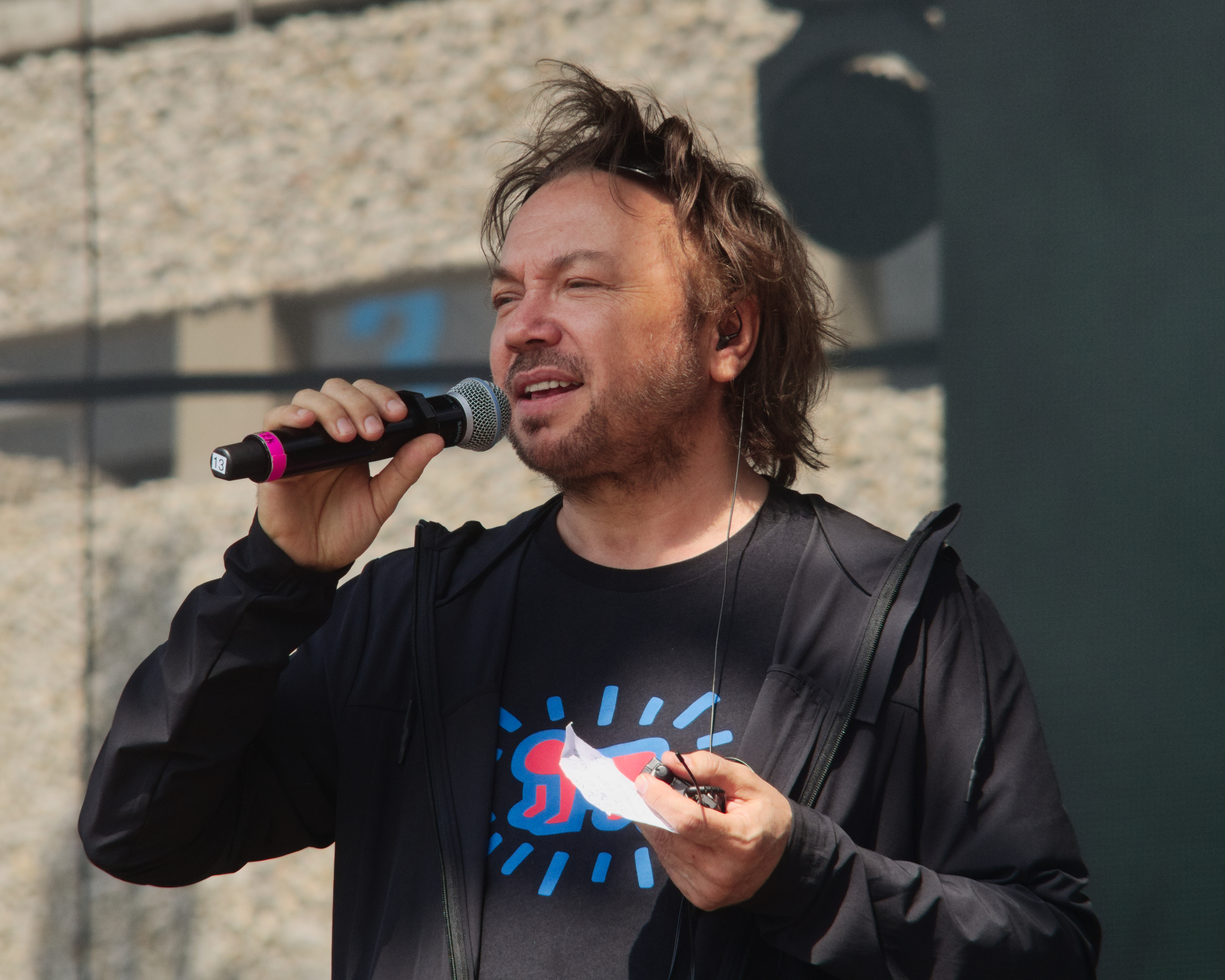
Szcześniak (2022)

W 2015 wystąpił na 52. KFPP w Opolu, na którym wykonał utwór „Dumka na dwa serca” w duecie z Edytą Górniak. W październiku tego samego roku wydał, nagrany z pianistą Krzysztofem Herdzinem, album studyjny pt. Songs from Yesterday, na którym umieścił covery piosenek wykonawców, takich jak m.in. The Beatles, Stevie Wonder i The Rolling Stones. W 2024 wystąpił na 61. KFPP w Opolu.
Jest wykładowcą na stanowisku asystenta na Akademii Muzycznej w Katowicach.

## Życie prywatne
Ma dwie siostry, w tym młodszą o osiem lat Sylwię.
Zdiagnozowano u niego cukrzycę typu drugiego.

## Dyskografia
Albumy
| Niby nowy                                     | - Data: 1991 - Wydawca: Polskie Nagrania „Muza”          | –  |                        |
| Czarno na białym                              | - Data: 5 października 1998 - Wydawca: EMI Music Poland  | –  |                        |
| Spoza nas                                     | - Data: 12 października 2000 - Wydawca: EMI Music Poland | 48 |                        |
| Zwykły cud                                    | - Data: 12 czerwca 2006 - Wydawca: Polskie Radio         | 4  |                        |
| Signs                                         | - Data: 11 listopada 2011 - Wydawca: 4ever Music         | 26 |                        |
| Songs from Yesterday (oraz Krzysztof Herdzin) | - Data: 16 października 2015 - Wydawca: Sony Music       | 16 | - POL: platynowa płyta |
| Nierówni                                      | - Data: 18 listopada 2016 - Wydawca: Polskie Radio       | 12 | - POL: złota płyta     |
| „–” oznacza, że album nie był notowany.       |                                                          |    |                        |

Albumy świąteczne
| Tytuł                      | Dane dot. albumu                         |
| -------------------------- | ---------------------------------------- |
| Raduj się świecie – kolędy | - Data: 1998 - Wydawca: EMI Music Poland |

Kompilacje
| Tytuł                  | Dane dot. albumu                                  |
| ---------------------- | ------------------------------------------------- |
| Złota kolekcja. Kiedyś | - Data: 23 marca 2002 - Wydawca: EMI Music Poland |

Single
| „Who Loves People”                                                          | 1989 | 45 |
| „Przed śniadaniem”                                                          | 1991 | –  |
| „Raduj się świecie”                                                         | 1997 | –  |
| „Tu (Smoszew)”                                                              | 1998 | 46 |
| „Kocham (tylko Ciebie)”                                                     | 1998 | 37 |
| „Dumka na dwa serca” (oraz Edyta Górniak)                                   | 1999 | 1  |
| „Prababcia”                                                                 | 1999 | 37 |
| „Przytul mnie mocno”                                                        | 1999 | 29 |
| „Za-czekam”                                                                 | 2000 | 35 |
| „No co ty na to?”                                                           | 2000 | 35 |
| „Spoza nas”                                                                 | 2001 | 26 |
| „Miłość nie ustaje”                                                         | 2001 | 36 |
| „Nie płoszcie miłości” (oraz Kayah)                                         | 2001 | 40 |
| „Kolęda dwóch serc” (oraz Andrzej Piaseczny, Kuba Badach i Andrzej Lampert) | 2004 | 33 |
| „Naprawdę dość”                                                             | 2005 | –  |
| „O niebo lepiej”                                                            | 2006 | 34 |
| „Chyba na pewno”                                                            | 2006 | 18 |
| „Mamma”                                                                     | 2006 | 25 |
| „Wstawaj” (oraz Mezo i Tabb)                                                | 2006 | –  |
| „Bajka, że to ja”                                                           | 2007 | 42 |
| „Rzeczy zmieniają się”                                                      | 2010 | –  |
| „Signs”                                                                     | 2011 | –  |
| „Every Body and Soul”                                                       | 2012 | –  |
| „Wandering” (oraz Basia)                                                    | 2012 | 46 |
| „Na ulicy słowiczej” (oraz Lora Szafran i Marcin Wyrostek)                  | 2015 | 44 |
| „Jest jeden świat”                                                          | 2016 | 45 |
| „Poczekaj”                                                                  | 2016 | 47 |
| „–” oznacza, że singel nie był notowany.                                    |      |    |